# Mrakiaceae
Mrakiaceae Xin Zhan Liu, F.Y. Bai, M. Groenew. & Boekhout – rodzina grzybów należąca do klasy Tremellomycetes. Grzyby mikroskopijne zaliczane do grupy drożdży podstawkowych.

## Systematyka
Pozycja w klasyfikacji według Index Fungorum: Cystofilobasidiales, Tremellomycetidae, Tremellomycetes, Agaricomycotina, Basidiomycota, Fungi.
Takson utworzyli w 2015 r. Xin Zhan Liu, F.Y. Bai, M. Groenew. i Teun Boekhout. Według CABI databases bazującego na Dictionary of the Fungi należą do niego rodzaje:
- Foliozyma Q.M. Wang 2024
- Itersonilia Derx 1948
- Krasilnikovozyma Xin Zhan Liu, F.Y. Bai, M. Groenew. & Boekhout 2015
- Mrakia Y. Yamada & Komag. 1987
- Phaffia M.W. Mill., Yoney. & Soneda 1976
- Tausonia Babeva 1998
- Udeniomyces Nakase & Takem. 1992
- Vustinia A.V. Kachalkin, Turchetti & Yurkov 2019
- Xanthophyllomyces Golubev 1995